# Kloster Hirschau
Das Kloster Hirschau ist ein ehemaliges Kloster in der Klostergasse in Hirschau im Landkreis Amberg-Sulzbach (Regierungsbezirk Oberpfalz) in Bayern.

## Geschichte
Der seit 1845 tätige Stadtpfarrer Johann Baptist Kotz setzte sich für eine Niederlassung des Ordens der Armen Schulschwestern in Hirschau ein. Aus diesem Grund kaufte er das damals mit Nummer 102 bezeichnete Anwesen in der Lammwirtsgasse, der heutigen Klostergasse. Um das Projekt zu finanzieren, warb Kotz um Spenden, selbst König Ludwig gab 500 Gulden. Nach dem Umbau schenkte der Pfarrer der Gemeinde das Gebäude. Der Orden nahm am 31. Mai 1854 mit vier Schwestern die Arbeit auf. Im Jahre 1883 wurden die Räumlichkeiten zu klein. Das Hintergebäude wurde abgerissen, um zwei neue Säle anbauen zu können. 1920 wurde das Lehrpersonal auf drei Schwestern aufgestockt, zudem kam eine weitere Handarbeitsschwester nach Hirschau. Im Jahr 1923 wurde das Anstaltszimmer für Kleinkinder in die Bahnhofsstraße verlegt. Dort stand auch ein Spielplatz zur Verfügung. Mit Wirkung vom 7. Juli 1938 wurden die Schwestern von den Nationalsozialisten aus dem Schuldienst entfernt, 1942 wurde auch der Kindergarten abgebaut. Zum Kriegsende im Jahr 1945 diente die Klosterschule vom 28. Februar bis in den August hinein als Hilfskrankenhaus, vor allem für Flüchtlinge aus Schlesien und Brandenburg. Bis zu 55 Personen wurden von den Schwestern versorgt.
Durch eine Spende, die Klaus Conrad zu seinem 80. Geburtstag tätigte, konnte das Gebäude einer neuen Nutzung zugeführt werden. Es beherbergt heute in acht Wohnungen auf zwei Etagen Betreutes Wohnen.